# Salut Maurice
Salut Maurice est le journal du quartier Sainte-Marguerite, à Liège. 
Il est appelé ainsi pour rendre hommage à Maurice Waha qui, en septembre 1944, sauta sur un char allemand en voulant désarmorcer sa charge explosive. C'est un bimestriel. Créé en 1999, il est tiré à 1 800 exemplaires.
Sa rédaction est composée des membres du SAC Sainte-Marguerite, de la Coordination Socio-Culturelle de Sainte-Marguerite et des habitants du quartier. Il est édité et imprimé par la ville de Liège.